# Ожерельное
Ожерельное (укр. Ожерельне, до 2016 г. — Ульяновка) — село, Басанский сельский совет, Пологовский район, Запорожская область, Украина.
Код КОАТУУ — 2324280502. Население по переписи 2001 года составляло 421 человек.

## Географическое положение
Село Ожерельное находится на берегу реки Ожерельная, вдоль которой село вытянуто на 14 км, на расстоянии в 4 км расположено село Басань и в 5-и км — город Пологи.
Река местами пересыхает, на ней сделано несколько запруд. Через село проходят автомобильные дороги Т-0803 и Т-0401.

## История
- 1914 год — дата основания.